# Tarallo
Pour les articles homonymes, voir Tarallo (homonymie).
Le  tarallo (pluriel : taralli) ou tarallino (pluriel : tarallini) est un produit cuit au four typique des Pouilles, de Campanie, de Calabre, de Sicile et des Abruzzes. Il est aussi produit dans d'autres régions d'Italie.
Il est inscrit sur la liste des produits agroalimentaires traditionnels italiens (PAT) du ministère des Politiques agricoles, alimentaires et forestières (Mipaaf).

## Caractéristiques

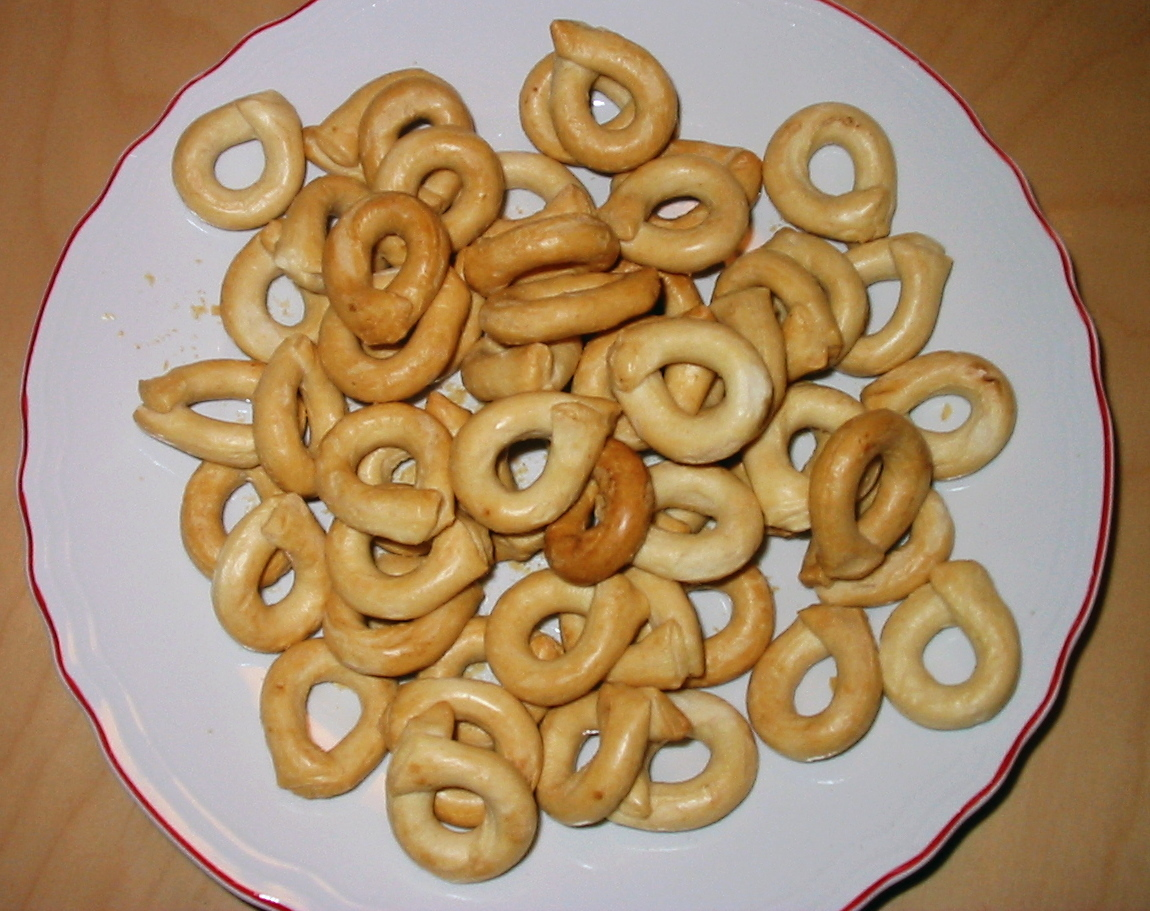
Tarallini.

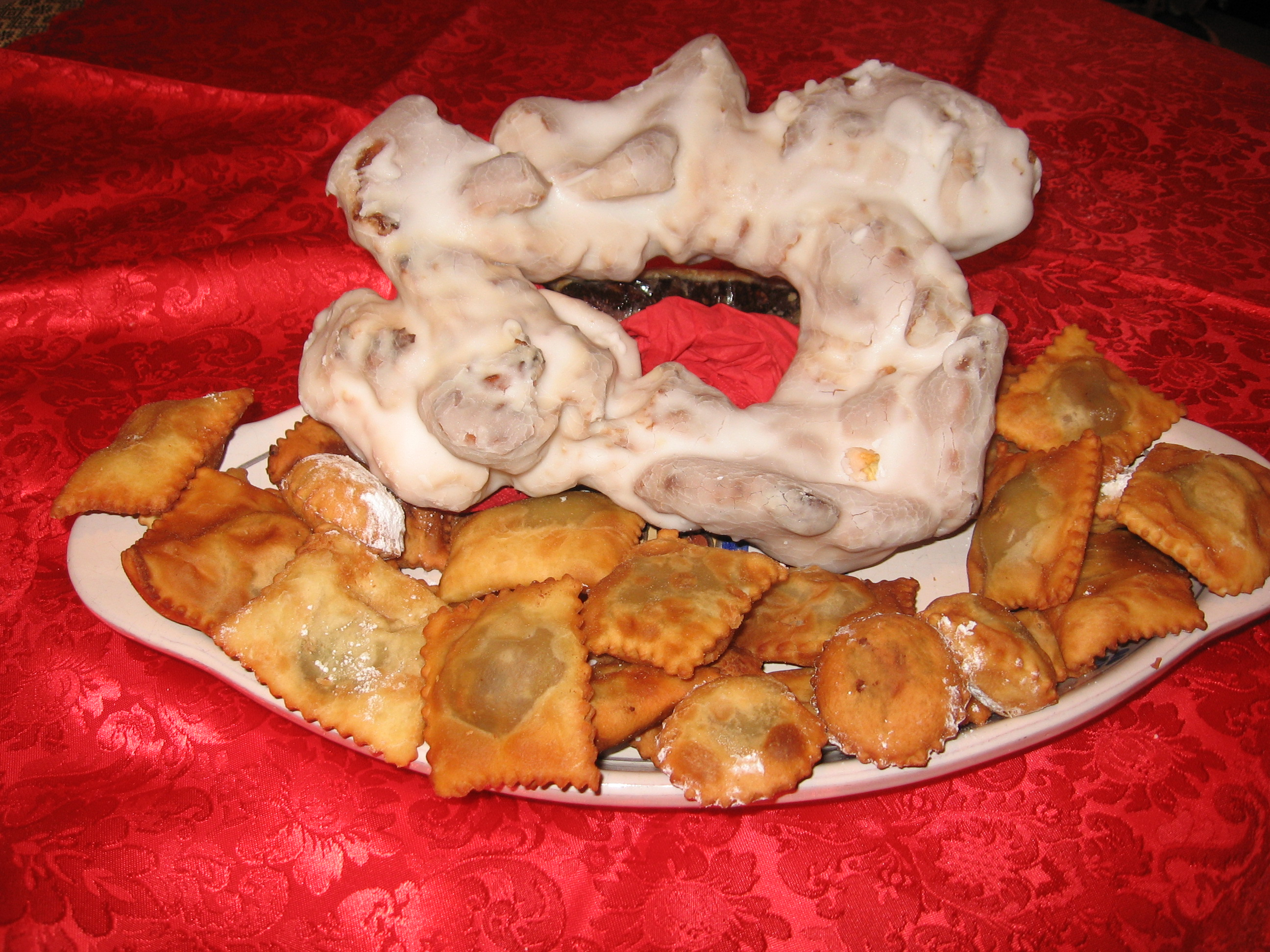
Tarallo aviglianese avec calzoncelli.

Le produit est de forme et composition diverse selon sa zone de production. Néanmoins sa forme traditionnelle est un anneau de pâte non levée cuite au four. La pâte est à base de farine, eau ou vin, huile et sel. Le tarallo est une sorte de grignotine que l'on trouve dans toute la moitié sud de la péninsule italienne. Sa texture craquante est semblable à celle d'un gressin ou un bretzel.
On distingue deux sortes principales de tarallo :
- le tarallo doux est parfois glacé au sucre ;
- le tarallo salé peut-être être parfois aromatisé avec oignon, ail, graines de sésame, graines de pavot, graines de fenouil, poivre, piment ou juste du sel.

Doux et lisses, les taralli sont souvent trempés dans du vin. Les taralli du commerce possèdent une forme classique en anneau ou ovale, leur circonférence est d'un diamètre variant de 10 à 12,5 cm. Ils sont légèrement précuits avant d'être cuits au four, ce qui leur donne une texture particulière. Ils peuvent être conservés dans un récipient hermétique pendant plusieurs mois. Les ingrédients pour les tarallini vendus au marché sont la farine de blé, la levure, l'eau, l'huile d'olive, des graines de fenouil, du poivre, du sel et de l'anis.
Une variante du tarallo consiste à faire frire une version sucrée des anneaux et les servir avec un vin de dessert sucré mais ces derniers ne se conservent pas bien et doivent être consommés rapidement.

### Tarallo aviglianese
En Basilicate, il existe une variante, le tarallo aviglianese, recouvert d'un fondant à base de sucre glace qui lui donne une coloration blanc neige, et parfumée à l'anis.